# 本間陽子
本間 陽子（ほんま ようこ ）は神奈川県出身のバレリーナ。
日本人として初めてボリショイ・バレエ団でソリストとして出演した。ボリショイ劇場附属バレエ学校を卒業した初の日本人でもある。日本人バレリーナ海外進出の先駆けとして活躍。日本よりは海外で活躍した。

## 経歴
3歳よりバレエを始め、薄井憲二に師事する。10歳で、チャイコフスキー記念東京バレエ学校に入学、スラミフィ・メッセレルに学ぶ。
1965年、メッセレルの推薦により日本人として初めてモスクワ・ボリショイ劇場附属バレエ学校（通称ボリショイバレエ学校）に留学。1967年の卒業国家試験の後、ボリショイ・バレエ団に研修生として入団した。エカテリーナ・マクシーモワと共にエリザベータ・ゲルトのクラスで学び、同バレエ団 『白鳥の湖』 公演の第2幕で六人の花嫁を踊った。
1967年~1974年にかけて、モンテカルロ、ニューヨーク、ドイツのバレエ団に所属。ドイツＺＤＦのテレビ番組にプロダンサーとしてレギュラー出演。
1968年、モンテカルロバレエ団（マリカ・ベゾブラゾヴァ主催）に所属。ヌレエフ等とイタリア公演に参加し「パキータ」「ジゼル」に出演。
1975年東京で活動すると共にバレエの指導も始めた。その後鎌倉で後進の指導にあたっている。1978年ごろには、芸能界デビューまもないタモリも生徒だった。
ミハイル・メッセレル、タチアナ・クライシナ、アレクサンダー・ミシューチンなどと親交がある。2005年、米国シアトルのInternational School of Classical Ballet客員教師。
2010年、豪州ゴールドコーストで現地の生徒にバレエの指導を行った。

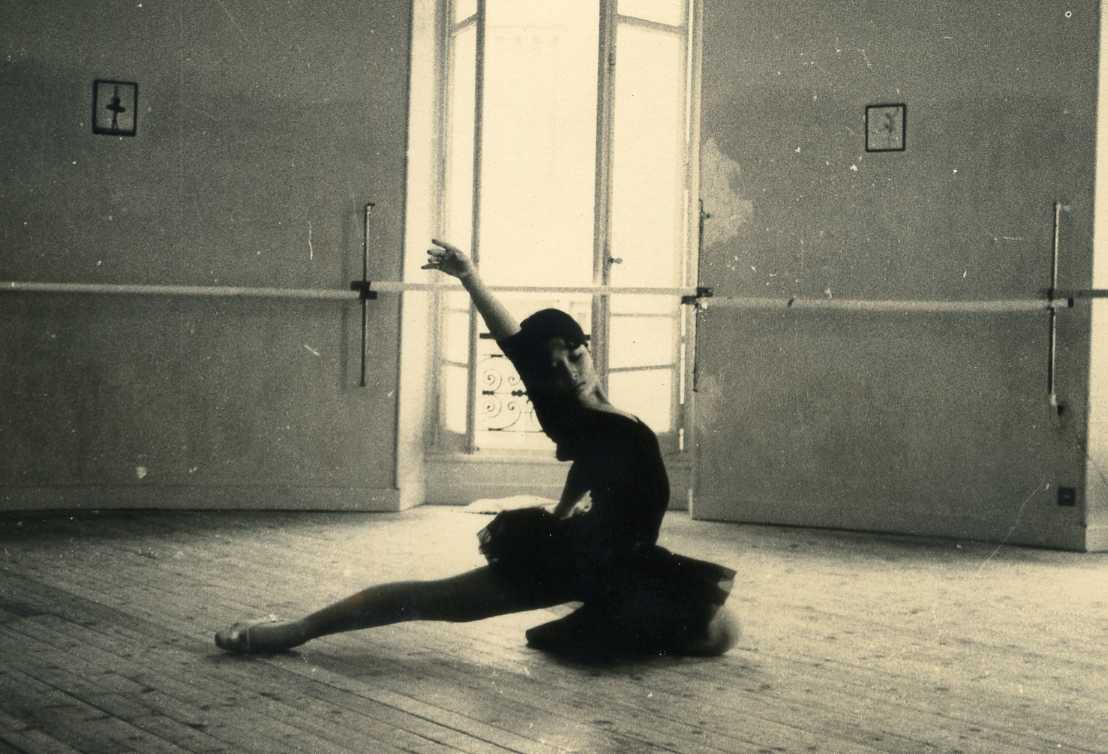
モナコ　モンテカルロバレエ団の練習場にて
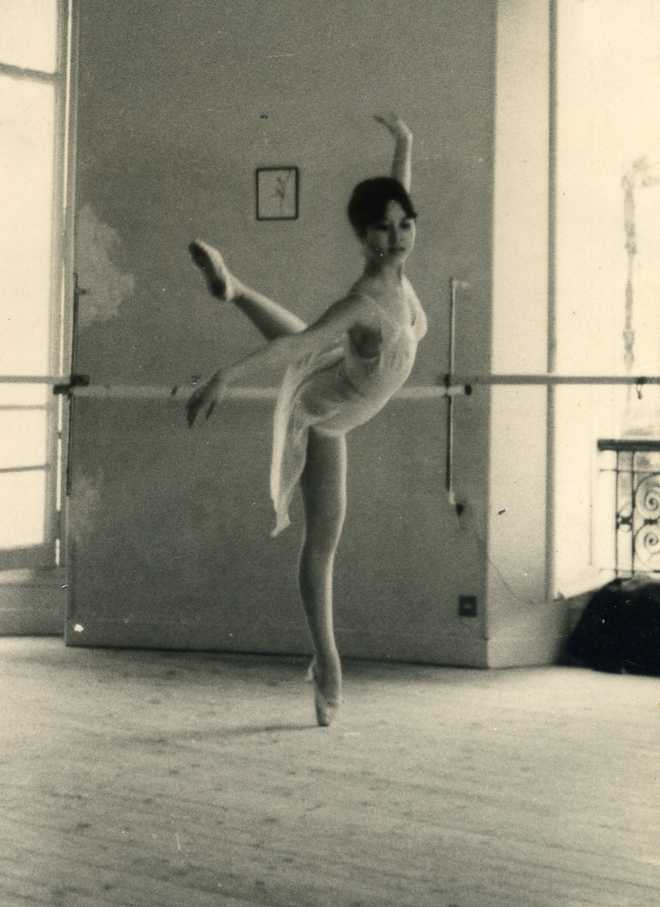
モナコ　モンテカルロバレエ団の練習場にて

## レパートリー
- 『白鳥の湖』（6人の花嫁/ナポリの踊り）「今日のソ連邦」1967年7月1日号の表紙、および記事で紹介された。
- ニューヨークのバレエ団にて 『ミカド』（主役）「ライフ アジア版」1968年11月11日で紹介された。
- 『パキータ』（パキータ）
- 『ジゼル』（ジゼル）
- 『レ・シルフィード』（シルフィード）
- 『ドン・キホーテ』（キトリ）